# Среднезападный региональный совет
Среднезападный региональный совет (англ. Mid-Western Regional Council) — район местного самоуправления Нового Южного Уэльса, Австралия, через территорию совета с юго-востока на северо-запад пролегает Шоссе Каслрей.

## История

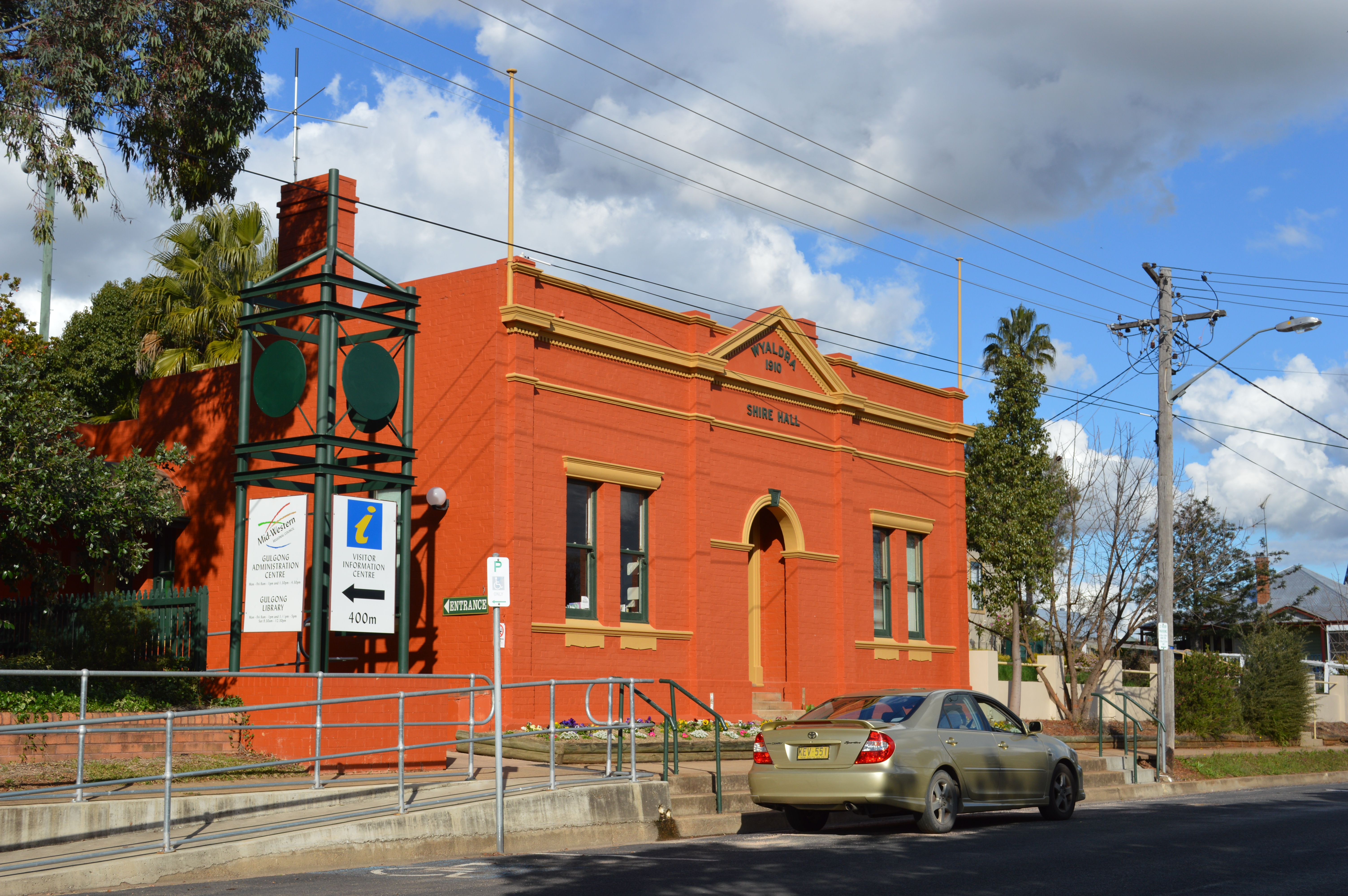
Здание бывшего совета Графства Ваэлдра

Среднезападный региональный совет был образован 26 мая 2006 года и включает в себя бывший Совет графства Маджии и части бывших графств Меррива и Рилстон. Также совет включает в себя территорию исторического Графства Ваэлдра, существовавшего с 1906 по 1941 годы.

## Населенные пункты
Столицей РМС является город Маджи в котором находятся все органы управления совета.
Также район включает в себя города Галгонг, Райлстон, Кандос и деревни Байлонг и Илфорд.
Район является преимущественно сельскохозяйственным, также хорошо развита добыча угля.

## Организационная структура совета

### Текущий состав
Совет состоит из 9 советников избираемых пропорционально от одного избирательного округа. Все советники избираются на четырехлетний срок. Мэр избирается советниками на первом собрании Совета. Последние выборы состоялись 8 сентября 2012 года и его состав выглядит следующим образом:
| Советник      | Партия      | Примечания                                                        |
| ------------- | ----------- | ----------------------------------------------------------------- |
| Дес Кеннеди   | Независимый | Мэр                                                               |
| Пол Кавалье   | Независимый | Вице-мэр                                                          |
| Эсме Мартенс  | Независимый |                                                                   |
| Питер Шелли   | Независимый |                                                                   |
| Перси Томпсон | Независимый |                                                                   |
| Макс Уолкер   | Независимый |                                                                   |
| Джон Уитерли  | Независимый | Избран по единому пункту избирательного бюллетеня с Десом Кеннеди |
| Джон Уэбб     | Независимый |                                                                   |
| Люси Уайт     | Независимый |                                                                   |